# Oh!サマー
「Oh!サマー」（オー!サマー）は、テレビ朝日系バラエティ『内村プロデュース』発のユニット・NO PLANの2枚目のシングルで、ラストシングルである。2005年6月15日にキューンレコードからCDシングルとDVDシングルが発売された。

## 解説
テーマは「NO PLANな夏」。前田亘輝の作詞（共作詞）・作曲、TUBEの編曲・バックトラック演奏による、TUBEとのコラボレーション楽曲である。
「本望でございます〜芸人魂の詩Part II〜/○あげよう」から約1年2か月振りのシングルで、ミニ・アルバム『SUMMER PLAN』のリード曲としてシングルカットされた作品である。『SUMMER PLAN』は、レコーディングが難航したことから発売が延期となったが、本作は当初発表の予定通りに発売されている。
DVDシングルは、ウスイヒロシ監督による「Oh!サマー」のビデオクリップを収録。
CDシングルの初回生産限定盤はトールサイズのディスクジャケット仕様で、特典にNO PLANメンバーの「座右の銘入り扇子」が付属した。

## 収録曲
1. Oh!サマー [3:54]
  - 作詞：内村光良とゆかいな仲間達&前田亘輝、作曲:前田亘輝、編曲：TUBE・KAZ
2. 内PノーカットクイズII [5:16]
3. Oh!サマー (オリジナル・カラオケ) [3:54]